# Cuộc chiến cá da trơn
Cuộc chiến cá da trơn hay tranh chấp cá da trơn (Catfish Dispute) là cuộc chiến tranh thương mại giữa Việt Nam và các nhà sản xuất cá da trơn của Hoa Kỳ bắt đầu vào năm 2001. Lập luận chính liên quan đến việc nhập khẩu cá da trơn từ Việt Nam gây ra sự giảm sút lợi nhuận đối với các nhà sản xuất cá da trơn của Mỹ. Chiến dịch này bắt đầu từ cuối năm 2000, một số người Mỹ gọi đó là "chiến tranh cá da trơn" hay "cuộc chiến mới chống Việt Nam". Hiệp hội các chủ trại nuôi cá nheo Mỹ (CFA) đại diện cho giới chủ trại nuôi cá giàu có ở bang Mississippi và một số bang miền nam nước Mỹ đã đâm đơn kiện phía Việt Nam. 
Các chủ trại nuôi cá nheo đã dày công đưa con cá nheo thành một loại thực phẩm được bán rộng rãi trên thị trường Mỹ, xếp thứ năm trong số các loài thủy sản được tiêu thụ nhiều nhất nên khi những sản phẩm cá da trơn được nhập từ nước ngoài có phẩm chất tốt hơn, giá bán rẻ hơn, đang vào thị trường Mỹ đã gây thiệt hại. Vì nhiều lý do, diện tích nuôi cá da trơn của Mỹ đã bị thu hẹp, từ khoảng 65.000 ha năm 2008 xuống chỉ còn một nửa, khoảng 23.000 ha. Các nhà sản xuất Mỹ nói rằng họ phải giảm diện tích nuôi cá vì giá ngô, nguồn thực phẩm chính để nuôi cá, trong vài năm qua tăng giá khá cao. 
Năm 2008, để bảo vệ ngành sản xuất cá da trơn nội địa, Mỹ đã áp đặt các biện pháp bảo hộ mậu dịch, áp thuế “bán phá giá” đối với mặt hàng cá da trơn nhập khẩu từ một số nước, trong đó có cá tra và cá basa nhập khẩu từ Việt Nam do đó, phía Mỹ đã thông qua Luật nông nghiệp năm 2008 của Mỹ đòi hỏi phải có một chế độ kiểm tra mới đối với cá da trơn do Bộ Nông Nghiệp điều hành. Tất cả các hải sản bày bán ở Mỹ đều do Cơ quan quản lý Thực phẩm và Dược phẩm kiểm tra, mục đích thực sự của chương trình cá da trơn là tạo một rào cản thương mại để bảo vệ một số nhỏ nông dân nuôi cá da trơn ở 2 hay 3 tiểu bang miền Nam. Năm 2003, Quốc hội Hoa Kỳ đã thông qua một đạo luật ngăn không cho cá da trơn nhập khẩu được dán nhãn là catfish (từ trong tiếng Anh để chỉ chung các loài cá da trơn). Kết quả là hiện nay các nhà xuất khẩu cá ba sa Việt Nam dán nhãn sản phẩm của mình để bày bán tại Hoa Kỳ là "basa fish".

## Diễn biến
Để đối phó với những thiệt hại lớn về mặt lợi nhuận, Hiệp hội Cá da trơn Hoa Kỳ (CFA), đã đệ trình bày một loạt vụ kiện lên Bộ Thương mại Hoa Kỳ đối với cá da trơn đông lạnh từ Việt Nam. Đầu tiên, CFA đã nộp đơn khiếu nại về nhãn mác thực phẩm buộc cá da trơn nhập khẩu của Việt Nam phải được dán nhãn "Sản xuất tại Việt Nam". Tiếp theo, CFA cáo buộc các nhà sản xuất Việt Nam bán phá giá sản phẩm của họ vào thị trường Hoa Kỳ. Một chương trình điều tra chất lượng cá da trơn đã được thực hiện để xác minh chất lượng cá da trơn của các nhà sản xuất Việt Nam. Những tuyên bố này từ CFA đề xuất một rào cản thương mại cá da trơn giữa Việt Nam và Hoa Kỳ. Các tranh chấp về cá da trơn chưa được giải quyết không chỉ ảnh hưởng đến người sản xuất mà còn ảnh hưởng đến người tiêu dùng ở cả hai quốc gia.
Năm 2001, vào thời vụ ở Mỹ khan hiếm cá nheo, cá Việt Nam nhập khẩu tăng, bắt đầu một chiến dịch quảng cáo kéo dài 9 tháng, tiêu tốn 5,2 triệu USD do Viện Cá nheo Mỹ (TCI) phát động và được CFA tài trợ để chống lại việc nhập khẩu cá tra và ba sa của Việt Nam, nhấn mạnh do cá Việt Nam nhập khẩu mà giá cá nheo ở Mỹ bị giảm tới 10%, việc cá tra, cá ba sa nhập khẩu từ Việt Nam gây thiệt hại cho nghề nuôi cá nheo Mỹ và yêu cầu Chính phủ Mỹ phải có biện pháp xử lý, cá da trơn nuôi ở sông Mê Kông có thể chứa cả dư lượng chất độc da cam mà quân đội Mỹ đã rải xuống đây trong thời gian chiến tranh. Cá tra Việt Nam không có chất độc và thịt cá tra, cá ba sa của Việt Nam không hề có mùi bùn. Các chủ trại nuôi cá nheo Mỹ tức giận vì Việt Nam đã bán vào thị trường nước Mỹ loại cá da trơn chất lượng tốt, với mức giá mà họ khó cạnh tranh được.
Đến nay, dù Catfish là tên chung của tất cả các loài cá da trơn, việc sử dụng tên "cá da trơn" (kèm theo các tính từ xác định từng loài) cho các sản phẩm cá da trơn Việt Nam là hoàn toàn đúng quy định và chuẩn mực thương mại quốc tế, cá da trơn của Việt Nam thuộc giống Pangasius cũng như cá nheo nuôi Ictalurus puncatatus ở Mỹ và phần lớn trong số 2.500 loài cá da trơn, thuộc 30-35 họ cá, phân bố khắp thế giới, đều được người Mỹ và những người nói tiếng Anh gọi là "cá da trơn". Cá basa có thể dùng một trong năm tên (Basa, Bocourti fish, Basa catfish và Bocourti catfish) còn cá tra có thể dùng một trong ba tên (Swai, Sutchi catfish và Striped catfish). Sau cuộc tranh chấp tên gọi, dù phía Việt Nam đã không thể thắng, đã có một kết quả mà CFA của Hoa Kỳ không ngờ tới cũng như các nhà sản xuất cá tra, cá basa của Việt Nam không mong đợi là sự tên tuổi của cá tra, cá basa Việt nam, không chỉ ở thị trường Hoa Kỳ. Ngày 25 tháng 5 năm 2016, Thượng viện Mỹ đã bỏ phiếu thông qua Nghị quyết hủy bỏ Chương trình Giám sát cá da trơn, với 55 phiếu thuận và 43 phiếu chống.